# Hugo Åberg
Hugo Lennart Åberg, född 11 maj 1905 i Västra Skrävlinge, Malmöhus län, död 17 november 1969 i Slottsstadens församling, Malmö, var en svensk byggmästare.

## Biografi
Åberg växte upp i bostadsområdet Lugnet i Malmö. Han hade tidigt mycket goda kontakter med de i staden styrande socialdemokraterna och under 1930-talet inledde han sin karriär som byggmästare i staden. Han fick genom sina kontakter vissa privilegier när det gällde att få tillgång till mark och hur bostadsområdena skulle planeras och blev en av de stora byggmästarna i Malmö. Mellan åren 1943–53 var han verkställande direktör för HSB Malmö.
Under 1950-talet framlade han idén om att bygga ett höghus på den tomt där Kronprinsens husarregemente hade haft sina kaserner, det som senare blev höghuset Kronprinsen. Projektet stöddes av politikerna i Malmö men blev kritiserat i tidningspressen, och det var först sedan regeringen givit sitt godkännande 1962 som han kunde börja bygga höghuset. 1964 stod det färdigt. Fram till att Turning Torso stod klart i augusti 2005 var Kronprinsen stadens högsta byggnad.
Han tog 1967 även initiativ till det som senare skulle bli Caroli City. Innan det hann färdigställas, dog dock han och hans fru i en bilolycka i Hurva den 17 november 1969. Åbergs fastighetsförvaltning övertogs efter hans död av dottern Ulla Åberg (1926–2011). Företaget har fastigheter på Almgården, Slottsstaden och Kronprinsen.
Åberg var även intresserad av travsport. Han var ordförande i Skånska Travsällskapet under 1960-talet och bidrog mycket till travbanan Jägersros utbyggnad och modernisering. Hugo Åbergs Memorial, ett av Sveriges största travlopp, körs på Jägersro i juli varje år till minne av Åberg.
Hugo Åberg är begravd på Husie kyrkogård.